# 下梅塞謝尼鄉

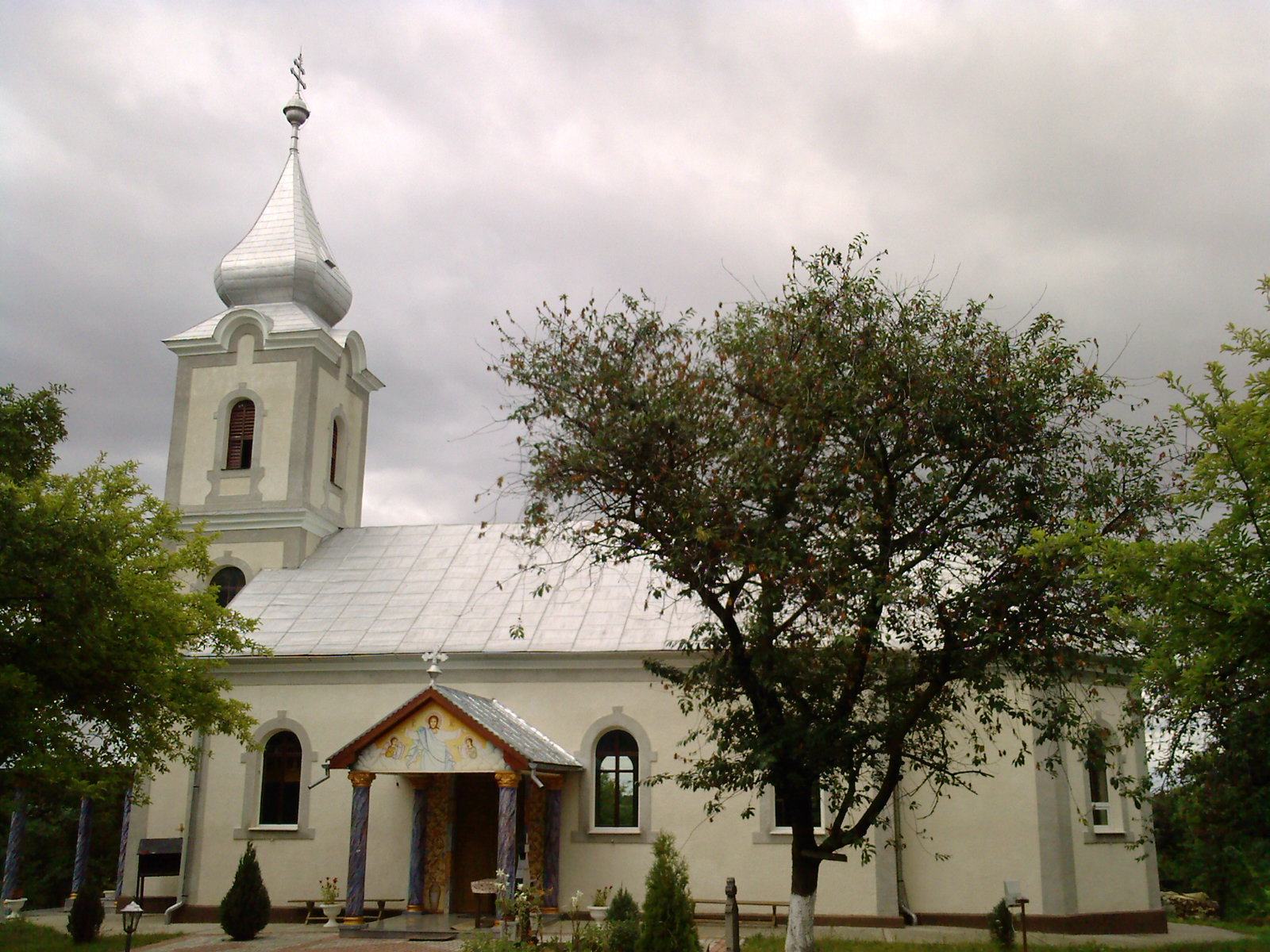

47°09′N 22°59′E / 47.150°N 22.983°E
下梅塞謝尼鄉（羅馬尼亞語：Comuna Meseșenii de Jos, Sălaj），是羅馬尼亞的鄉份，位於該國西北部，由瑟拉日縣負責管轄，面積62平方公里，海拔高度254米，2007年人口3,130，人口密度每平方公里50人。